# Саконский сельсовет
Саконский сельсовет — сельское поселение в Ардатовском районе Нижегородской области Российской Федерации.
Административный центр — село Саконы.

## История
Статус и границы сельского поселения установлены Законом Нижегородской области от 15 июня 2004 года № 60-З «О наделении муниципальных образований - городов, рабочих поселков и сельсоветов Нижегородской области статусом городского, сельского поселения»

## Население
| 2002  | 2010  | 2012  | 2013  | 2014  | 2015  | 2016  |
| ----- | ----- | ----- | ----- | ----- | ----- | ----- |
| 2612  | ↗2617 | ↘2579 | ↘2538 | ↘2517 | ↘2476 | ↘2455 |
| 2017  | 2018  | 2019  | 2020  | 2021  |       |       |
| →2455 | ↘2430 | ↘2400 | ↘2357 | ↘2169 |       |       |

## Состав сельского поселения
| № | Населённый пункт | Тип населённого пункта       | Население |
| - | ---------------- | ---------------------------- | --------- |
| 1 | Миякуши          | деревня                      | ↘0        |
| 2 | Нучарово         | село                         | ↘3        |
| 3 | Размазлей        | село                         | ↘521      |
| 4 | Саконы           | село, административный центр | ↗1277     |
| 5 | Туркуши          | село                         | ↘618      |
| 6 | Туртапки         | деревня                      | ↘136      |
| 7 | Шпага            | деревня                      | ↗62       |